# Episodi di Dallas (serie televisiva 1978) (dodicesima stagione)
Questa voce contiene trame, dettagli e crediti dei registi e degli sceneggiatori della dodicesima stagione della serie televisiva Dallas.
Negli Stati Uniti d'America, è stata trasmessa per la prima volta dalla CBS dal 28 ottobre 1988 al 19 maggio 1989, posizionandosi al 30º posto nei rating Nielsen di fine anno con il 15,4% di penetrazione e con una media di quasi 14 milioni spettatori.
In Italia, questo ciclo è stato trasmesso nel corso di due stagioni televisive (tra il 7 marzo 1989 e l'11 aprile 1990), subito seguito (dal 18 aprile 1990) dalla tredicesima stagione, rendendo nulla la suspense del "cliffhanger" di fine stagione.
- Il cliffhanger di fine stagione

Sue Ellen, stanca di essere vittima dei soprusi di J.R., mostra all'uomo cosa potrebbe succedere se la donna si vendicasse. E lo fa mostrandogli il film autobiografico che ha girato con l'aiuto di Don Lockwood. La donna lo minaccia di renderlo pubblico.

Risoluzione: J.R. cerca in tutti i modi di entrare in possesso del film (non ci riuscirà e il film verrà stranamente dimenticato per il resto della serie).
| nº | Titolo originale                        | Titolo italiano                 | Prima TV originale | Prima TV Italia  |
| -- | --------------------------------------- | ------------------------------- | ------------------ | ---------------- |
| 1  | Carousel                                | La rinuncia                     | 28 ottobre 1988    | 7 marzo 1989     |
| 2  | No Greater Love                         | Non c'è amore più grande        | 4 novembre 1988    | 14 marzo 1989    |
| 3  | The Call of the Wild                    | La caccia                       | 11 novembre 1988   | 21 marzo 1989    |
| 4  | Out of the Frying Pan                   | La condanna                     | 18 novembre 1988   | 28 marzo 1989    |
| 5  | Road Work                               | La diga della discordia         | 2 dicembre 1988    | 4 aprile 1989    |
| 6  | War and Love and the Whole Damned Thing | In amore e in guerra            | 9 dicembre 1988    | 11 aprile 1989   |
| 7  | Showdown at the Ewing Corral            | L'incendiario                   | 16 dicembre 1988   | 25 ottobre 1989  |
| 8  | Deception                               | La guerra continua              | 6 gennaio 1989     | 1º novembre 1989 |
| 9  | Counter Attack                          | Contrattacco                    | 19 gennaio 1989    | 8 novembre 1989  |
| 10 | The Sting                               | La stangata                     | 20 gennaio 1989    | 15 novembre 1989 |
| 11 | The Two Mrs. Ewings                     | Le signore Ewing                | 27 gennaio 1989    | 22 novembre 1989 |
| 12 | The Switch                              | Sottile rivincita               | 3 febbraio 1989    | 29 novembre 1989 |
| 13 | He-e-ere's Papa!                        | Nostalgia                       | 10 febbraio 1989   | 6 dicembre 1989  |
| 14 | Comings and Goings                      | Un film su misura               | 17 febbraio 1989   | 13 dicembre 1989 |
| 15 | County Girl                             | Ragazza di campagna             | 24 febbraio 1989   | 20 dicembre 1989 |
| 16 | Wedding Bell Blues                      | Temporale a Southfork           | 24 febbraio 1989   | 31 gennaio 1990  |
| 17 | The Way We Were                         | Loschi affari                   | 3 marzo 1989       | 7 febbraio 1990  |
| 18 | The Serpent's Tooth                     | Offerta amichevole              | 10 marzo 1989      | 14 febbraio 1990 |
| 19 | Three Hundred                           | Di nuovo insieme                | 17 marzo 1989      | 21 febbraio 1990 |
| 20 | April Showers                           | La crisi                        | 31 marzo 1989      | 28 febbraio 1990 |
| 21 | And Away We Go!                         | Il più grande affare del secolo | 7 aprile 1989      | 7 marzo 1990     |
| 22 | Yellow Brick Road                       | Verso l'Europa                  | 14 aprile 1989     | 14 marzo 1990    |
| 23 | The Sound of Money                      | Il profumo del denaro           | 28 aprile 1989     | 21 marzo 1990    |
| 24 | The Great Texas Waltz                   | La grande sfida                 | 5 maggio 1989      | 28 marzo 1990    |
| 25 | Mission to Moscow                       | Missione a Mosca                | 12 maggio 1989     | 4 aprile 1990    |
| 26 | Reel Life                               | L'arma del ricatto              | 19 maggio 1989     | 11 aprile 1990   |

- Cast regolare[4]:
Barbara Bel Geddes (Miss Ellie Ewing)
Patrick Duffy (Bobby Ewing)
Linda Gray (Sue Ellen Ewing)
Larry Hagman (J.R. Ewing)
Steve Kanaly (Ray Krebbs)
Howard Keel (Clayton Farlow)
Ken Kercheval (Cliff Barnes)
Charlene Tilton (Lucy Ewing)
Sheree J. Wilson (April Stevens)

## La rinuncia
- Titolo originale: Carousel
- Diretto da: Michael Preece
- Scritto da: Arthur Bernard Lewis

### Trama
Sue Ellen è delusa nello scoprire che J.R. non è morto; Cliff è felicissimo all'idea di rivedere Pam, finché lei non gli fa capire chiaramente che non vuole avere niente a che fare con la sua vita precedente a Dallas; J.R. cerca di far sembrare le sue condizioni peggiori di quanto non siano in realtà per convincere Bobby a unirsi a lui; Lucy scopre inavvertitamente dove si trova John Ross e lo riunisce a Sue Ellen; una siccità a Dallas minaccia la mandria di bovini a Southfork; Cliff mente a Bobby sul fatto di aver visto Pam; Carter McKay arriva a Dallas ed è interessato ad acquistare la casa di Ray; Bobby accetta una partnership condizionata con J.R.

## Non c'è amore più grande
- Titolo originale: No Greater Love
- Diretto da: Russ Mayberry
- Scritto da: Simon Masters

### Trama
John Ross chiede a Sue Ellen perché ha sparato a suo padre; dopo aver scoperto che ciò aumenterebbe le sue possibilità di ottenere l'affidamento esclusivo di John Ross, J.R. torna a vivere a Southfork; sia Clayton che Cliff fanno delle allettanti proposte d'affari a Bobby; John Ross non è molto contento di vivere nella nuova casa di Sue Ellen e la cosa non passa inosservata a Sue Ellen; Mitch arriva a Southfork per sistemare le cose con Lucy, ma non va bene; dopo aver visto Bobby con un'altra donna, April è gelosa e racconta la verità sull'incontro di Cliff con Pam; Carter McKay si trasferisce a casa dei Krebbs; Sue Ellen accetta di lasciare che John Ross viva a Southfork, ma solo se J.R. le cede l'affidamento esclusivo.

## La caccia
- Titolo originale: The Call of the Wild
- Diretto da: Michael Preece
- Scritto da: Jonathan Hales

### Trama
La siccità continua; Sue Ellen è decisa a vendicarsi di J.R.; Casey torna a Dallas, estasiato, dopo aver trovato petrolio nel giacimento di polvere "inutile" che J.R. aveva donato a suo padre; ferito dal rifiuto di Pam, Cliff, depresso, è intenzionato a lasciare il business del petrolio; durante una battuta di caccia con Bobby e i ragazzi, J.R. incontra Cally Harper e se ne innamora.

## La condanna
- Titolo originale: Out of the Frying Pan
- Diretto da: Russ Mayberry
- Scritto da: Mitchell Wayne Katzman

### Trama
Cliff vende la Barnes-Wentworth Oil a Jeremy Wendell; Casey corteggia Lucy; Miss Ellie suggerisce a Bobby di chiedere a Cliff di diventare socio della Ewing Oil; I fratelli di Cally la sorprendono a letto con J.R.; Bobby cerca di scusarsi con April, ma lei è troppo ferita dal suo rifiuto per accettare; Sue Ellen è frustrata nello scoprire che J.R. non ha trascorso molto tempo con John Ross; J.R. viene accusato e condannato per stupro e mandato in un campo di prigionia sperduto nella natura.